# Anaspis pyranaea
Anaspis pyranaea là một loài bọ cánh cứng trong họ Scraptiidae. Loài này được Fairmaire & Brisout miêu tả khoa học năm 1859.